# Maghschan Amankeldiuly
Maghschan Amankeldiuly (kasachisch Мағжан Аманкелдіұлы, russisch Магжан Аманкелдыулы/Magschan Amankeldyuly, englisch Magzhan Amankeldiuly; * 26. September 2003) ist ein kasachischer nordischer Kombinierer.

## Werdegang
Amankeldiuly gab am Youth-Cup-Wochenende des 30. und 31. Augusts 2019 in Oberhof sein internationales Debüt und belegte dabei die Ränge 40 und 39. Ende Februar 2020 gewann er bei den kasachischen Meisterschaften in Almaty hinter Schyngghys Rakparow und Danil Gluchow seine erste nationale Medaille bei den Herren. Wenige Wochen später erreichte er bei den Nordischen Junioren-Skiweltmeisterschaften 2020 in Oberwiesenthal den 53. Platz. Nachdem die kasachischen Skisportler in der Saison 2020/21 aufgrund der COVID-19-Pandemie zunächst daran gehindert waren, an internationalen Wettbewerben teilzunehmen, stellten sie sich am ersten Februarwochenende bei den Wettbewerben im Continental Cup erstmals der Konkurrenz. Bei seinem Debüt kam Amankeldiuly mit mehr als sieben Minuten Rückstand auf den Sieger als 63. ins Ziel. Bei den Nordischen Skiweltmeisterschaften 2021 in Oberstdorf wurde er bei allen vier Wettbewerben überrundet. In den Einzelrennen belegte er die Plätze 51 und 50. Darüber hinaus wurde er im Team Zwölfter sowie gemeinsam mit Schyngghys Rakparow im Teamsprint Vierzehnter. Mitte März erreichte er beim Continental-Cup-Wochenende in Nischni Tagil an zwei der drei Wettkampftagen die Punkteränge und wurde so der zweite Kasache, der in dieser Wettkampfserie Punktgewinne erzielen konnte. Die Saison schloss er auf dem 83. Platz der Gesamtwertung ab.

## Privates
Amankeldiuly besuchte das Sportinternat Almaty.

## Statistik

### Platzierungen bei Weltmeisterschaften
| Jahr und Ort    | Wettbewerb   | Wettbewerb   | Wettbewerb | Wettbewerb |
| Jahr und Ort    | Gundersen NS | Gundersen GS | Team       | Teamsprint |
| --------------- | ------------ | ------------ | ---------- | ---------- |
| 2021 Oberstdorf | 51.          | 50.          | 12.        | 14.        |

### Continental-Cup-Platzierungen
| Saison  | Platz | Punkte |
| ------- | ----- | ------ |
| 2020/21 | 83.   | 03     |